# Ivánka László
Draskóczi és jordánföldi báró Ivánka László (Felsőszemeréd, 1854. augusztus 21. – Budapest, 1934. június 8.), politikus, huszárfőhadnagy, a neves Ivánka család sarja.

## Élete
Ivánka Zsigmond és Rudnay Etelka gyermekeként született a Hont vármegye területén fekvő Felsőszemeréden a család harmadik gyermekeként. Tanulmányait előbb Budapesten, majd Sankt Pöltenben a hadapród-iskolában folytatta, később pedig a bécsújhelyi katonai akadémiát is elvégezte. 1873-ban a 10. huszárezredhez került hadnagyi rangban, 1878-ban pedig már főhadnaggyá lépett elő, de 1880-ban otthagyta a katonaságot, megházasodott és visszavonult a polgári életbe. Ekkor Hont vármegye tiszteletbeli főjegyzőjévé nevezték ki, de e tisztéről politikai okok miatt hamarosan lemondott. Az ellenzék színeiben politizált és a pártküzdelmekben elért érdemei okán 1887-től a képviselőház tagja.
IV. Károly 1916-ban, trónralépésekor, bárói címmel ruházta fel.

### Családja
Nem sokkal a hadseregtől való kilépése után, 1882-ben vette feleségül Theresia von Trauttenberg bárónőt (1856–1920), akitől három gyermeke született:
- Mária (1886–1952); férje: gyöngyösi Somogyi Béla (1872–1955)
- László (1888–1914) huszárzászlós, hősi halált halt Lemberg közelében
- Géza (1889–1961); neje: kissennyei báró Sennyey Klára (1896–1952)

Felesége 1920-as halála után alig egy évig volt özvegy, 1921-ben ismét megnősült, ekkor velikei és besenyői Skublics Mária Immaculata (1878–1971) úrhölgyet, velikei és besenyői Skublics Sándor (1842-1887) és Sambuchi Emilia (1844-1898) lányát vette nőül, de gyermekük nem született.